# Jackson Laundry
Jackson Laundry (* 7. September 1993) ist ein kanadischer Triathlet.

## Werdegang
2014 wurde Jackson Laundry Dritter bei der Weltmeisterschaft Triathlon der Amateure.
Jackson Laundry startete im August 2021 für das im Collins Cup der Professional Triathletes Organisation zusammengestellte Team International – zusammen mit Teresa Adam, Jeanni Metzler, Paula Findlay, Carrie Lester, Sarah Crowley, Lionel Sanders, Braden Currie, Sam Appleton, Max Neumann, Kyle Smith und Ellie Salthouse.
Mit dem Ironman 70.3 California gewann Laundry im April 2022 in Oceanside sein viertes Ironman-70.3-Rennen.
Im August 2024 wurde er als Zweiter geführt in der Wertung der Ironman Pro Series, hinter dem US-Amerikaner Matt Hanson. Im September gewann der 31-Jährige mit dem Ironman 70.3 Michigan sein fünftes Ironman 70.3 Rennen.

## Sportliche Erfolge
| Datum/Jahr    | Platz | Wettbewerb                                  | Austragungsort | Zeit     | Bemerkung            |
| ------------- | ----- | ------------------------------------------- | -------------- | -------- | -------------------- |
| 18. Juni 2017 | 10    | CAN Sprint Triathlon National Championships | Ottawa         | 00:57:48 |                      |
| 23. Juli 2016 | 8     | CAN Triathlon National Championships        | Ottawa         | 01:49:03 |                      |
| 1. Sep. 2014  | 3     | ITU World Triathlon Age-Group Championships | Edmonton       | 01:57:43 | 20–24 Male AG        |
| 13. Sep. 2013 | 2     | ITU World Triathlon Age-Group Championships | London         | 01:05:57 | 20–24 Male AG Sprint |

| Datum/Jahr    | Platz | Wettbewerb                          | Austragungsort     | Zeit     | Bemerkung                                                                                     |
| ------------- | ----- | ----------------------------------- | ------------------ | -------- | --------------------------------------------------------------------------------------------- |
| 15. Sep. 2024 | 1     | Ironman 70.3 Michigan               | Vereinigte Staaten | 03:39:09 | [ 3 ]                                                                                         |
| Mai 2024      | 2     | Ironman 70.3 Chattanooga            | Chattanooga        |          |                                                                                               |
| 6. Apr. 2024  | 3     | Ironman 70.3 California             | Oceanside          |          |                                                                                               |
| 24. Sep. 2023 | 2     | Ironman 70.3 Augusta                | Augusta            |          | hinter dem Deutschen Mika Noodt                                                               |
| 13. Mai 2023  | 3     | Ironman 70.3 Gulf Coast             | Panama City Beach  |          |                                                                                               |
| 6. Mai 2023   | 3     | Ironman 70.3 St. George             | St. George         |          | US-Championships                                                                              |
| 1. Apr. 2023  | 3     | Ironman 70.3 California             | Oceanside          |          |                                                                                               |
| 4. Dez. 2022  | 2     | Ironman 70.3 Indian Wells-La Quinta | Indian Wells       |          | hinter Sam Long                                                                               |
| 26. Juni 2022 | 3     | Ironman 70.3 Mont-Tremblant         | Mont-Tremblant     |          |                                                                                               |
| 2. Apr. 2022  | 1     | Ironman 70.3 California             | Oceanside          | 03:45:00 | [ 4 ]                                                                                         |
| 11. Juli 2021 | 1     | Ironman 70.3 Ecuador                | Manta              |          |                                                                                               |
| 20. Juni 2021 | 3     | Ironman 70.3 Des Moines             | Des Moines         | 02:41:31 | Start des Rennens wegen Unwetters mehrfach verschoben, daher Kürzung der Radstrecke auf 45 km |
| 15. März 2020 | 2     | Ironman 70.3 Campeche               | Campeche           |          |                                                                                               |
| 23. Juni 2019 | 1     | Ironman 70.3 Mont-Tremblant         | Mont-Tremblant     |          |                                                                                               |
| 19. Mai 2019  | 2     | Ironman 70.3 Chattanooga            | Chattanooga        |          |                                                                                               |
| 4. Mai 2019   | 3     | Ironman 70.3 St. George             | St. George         |          | US-Championships                                                                              |
| 23. Sep. 2018 | 2     | Ironman 70.3 Augusta                | Augusta            |          |                                                                                               |
| 28. Juli 2018 | 2     | Ironman 70.3 Santa Rosa             | Santa Rosa         |          | hinter Sam Appleton                                                                           |
| 3. Juni 2018  | 1     | Ironman 70.3 Raleigh                | Raleigh            |          |                                                                                               |
| 20. Mai 2018  | 2     | Ironman 70.3 Chattanooga            | Chattanooga        |          |                                                                                               |
| 25. Juni 2017 | 3     | Ironman 70.3 Mont-Tremblant         | Mont-Tremblant     |          |                                                                                               |
| 4. Juni 2017  | 3     | Ironman 70.3 Raleigh                | Raleigh            |          |                                                                                               |

| Datum/Jahr    | Platz | Wettbewerb          | Austragungsort          | Zeit     | Bemerkung                            |
| ------------- | ----- | ------------------- | ----------------------- | -------- | ------------------------------------ |
| 26. Okt. 2024 | 38    | Ironman Hawaii      | Hawaii                  | 08:48:26 |                                      |
| 29. Sep. 2024 | 4     | Ironman Chattanooga | Chattanooga (Tennessee) | 06:40:32 | ohne das Schwimmen wegen Starkregens |
| 21. Juli 2024 | 7     | Ironman USA         | Lake Placid             |          |                                      |

(DNF – Did Not Finish)